# Aimón II de Borbón
Aimón II de Borbón (1055-27 de marzo de 1120), fue señor de Borbón desde 1116 hasta su muerte.

## Biografía
Era el hijo menor de Arquimbaldo IV, señor de Borbón y de su esposa Beliarde. Nació en 1055. Después de la muerte de su hermano Arquimbaldo V, trató de apoderarse del señorío en detrimento del único hijo y sucesor legítimo de este, Arquimbaldo VI, del cual era su tutor. 
Por esto, Alard de la Roche-Guillebaud, señor de Châteaumeillant, quien se había casado con la viuda de Arquimbaldo V, solicitó la intervención de Luis VI de Francia en nombre de su hijastro. El rey entró en campaña con su ejército (1108 – 1109), y sitió una fortaleza de Aimón II, el castillo de Germigny-sur-l'Aubois, y lo obligó a rendirse. 
Aimón II tuvo que renunciar a todas sus pretensiones sobre el priorato de Saint-Pourçain-sur-Sioule, dependiente de la Abadía de San Filiberto de Tournus, y compartir la herencia con el joven Arquimbaldo VI, de quien finalmente heredó todo al morir este sin descendencia.

## Descendencia
Se casó en 1099 con Lucía de Nevers, hija de Guillermo II, conde de Tonnerre. De esta unión nacieron tres hijos:
- Arquimbaldo VII, señor de Borbón;
- Una hija anónima, esposa de Arquimbaldo, señor de Saint-Gérant;
- Guillermo, señor de Montluçon.

## Muerte
Aimon II murió en 1120, cuatro años después de haber tomado posesión sobre el señorío.
| Predecesor: Archimbaldo VI de Borbón | Señor de Borbón 1116-1120 | Sucesor: Archimbaldo VII de Borbón |